# Projection en octant

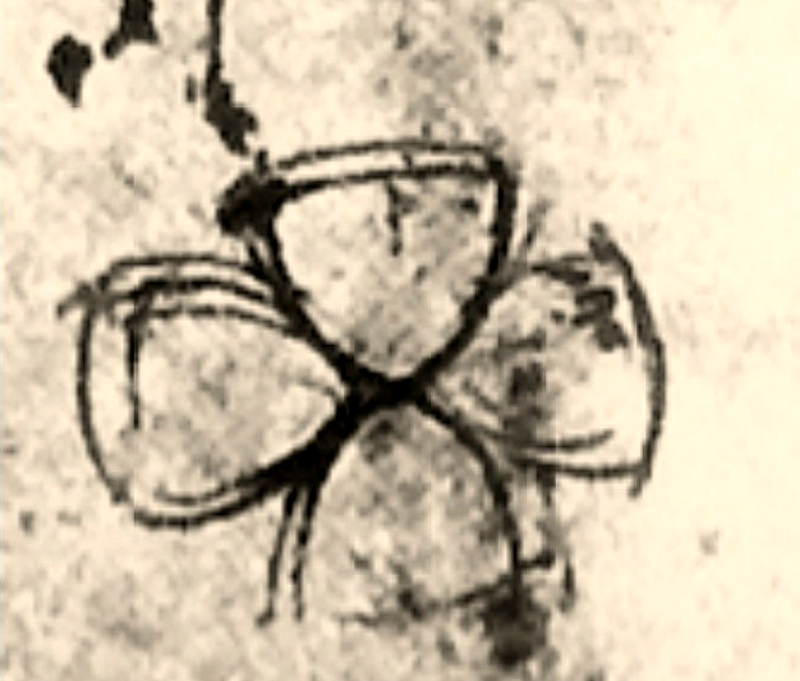
Croquis dans le Codex Atlanticus avec la projection en octant.

La projection en octant ou projection octant,,, est un type de projection proposé la première fois, en 1508, par Léonard de Vinci dans son Codex Atlanticus. La paternité de Vinci a été démontrée par le travail de Christoher Tyler : il en existe un croquis sur une page du Codex, dessiné de sa propre main.
La même page du Codex contient des esquisses de huit autres projections du globe (ceux connus à la fin du XVe siècle), étudiées par Vinci, allant de la projection de planisphère conique de Ptolémée à celle proposée par Rosselli.

## Description

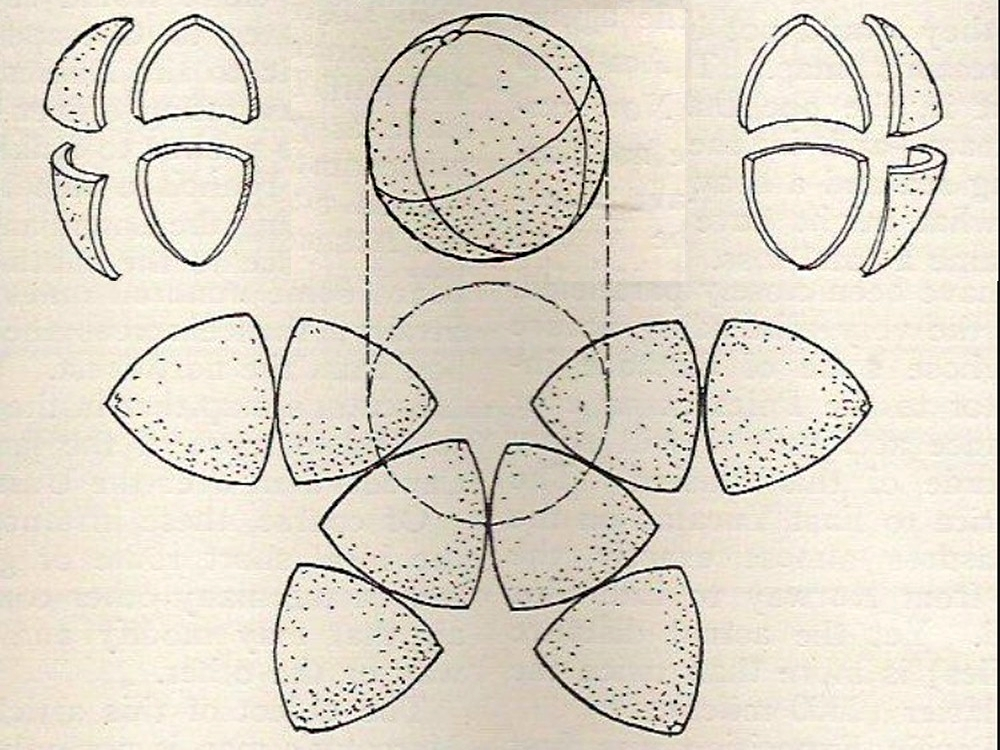
Cahill-butterfly quasi-octant projection ca.1915.

Cette projection présente un contour défini par des arcs de cercle, sans méridiens et ni parallèles, où la surface sphérique de la Terre est divisée en huit octants, chacun aplati selon la forme d'un triangle de Reuleaux. Si l'on transférait à un support élastique, il serait possible d'en couvrir la surface d'une maquette du globe terrestre,.
Les huit triangles sont orientés d'une façon semblable à deux trèfles à quatre feuilles l'un à côté de l'autre, les pôles de la terre se trouvant au centre de chaque trèfle. L'un des côtés des huit triangles (celui opposée au centre du pseudo trèfle) mesure un quart de l 'équateur ; les autres deux côtés de chaque triangle (ceux qui convergent vers le centre du trèfle) mesurent un quart de méridien, appartenant aux deux méridiens qu'avec l'équateur disséquent le monde en huit octants[Quoi ?].

## Projections similaires

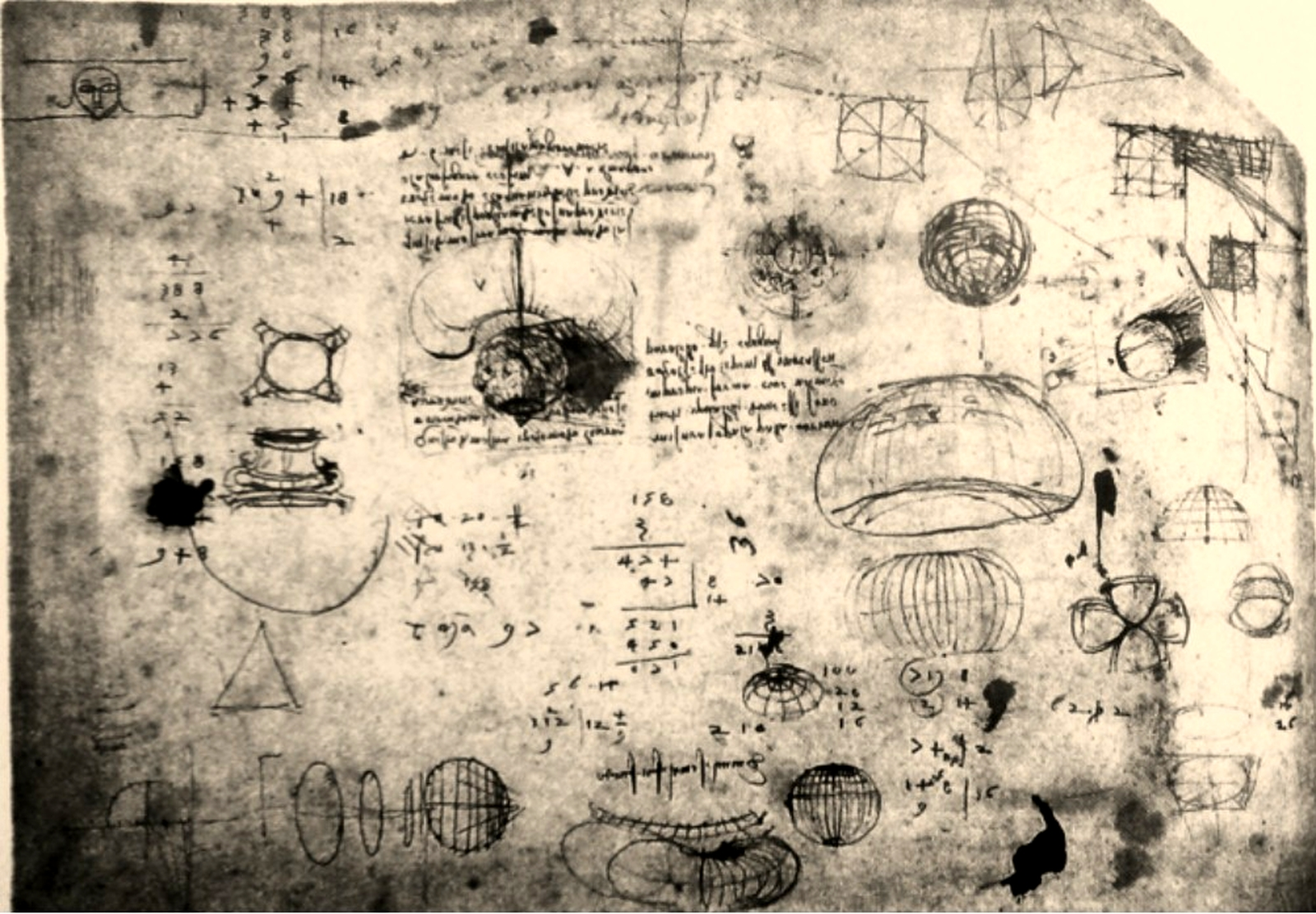
Page du Codex Atlanticus avec des croquis de huit projections du globe

Des projections également basées sur le triangle de Reuleaux  ont été publiées par :
- 1549 - Oronce Fine
- 1556 - Le Testu
- 1580 -. John Dee
- 1616 - Nicolaas Geelkercken
- 1894 - Fiorini
- 1909 - Bernard J.S. Cahill
- 1916 - Anthiaume
- 938 - Uhden
- 1955 - Keuning
- 1975 -  Cahill-Keyes

## Evolution

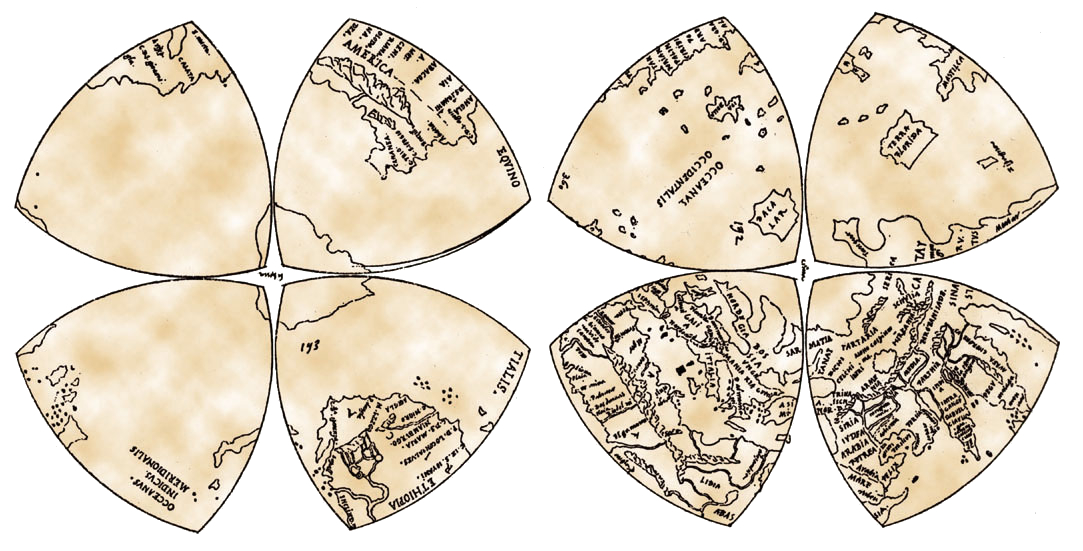
Carte du monde de Leonardo da Vinci en huit octants en forme de triangle de Reuleaux.

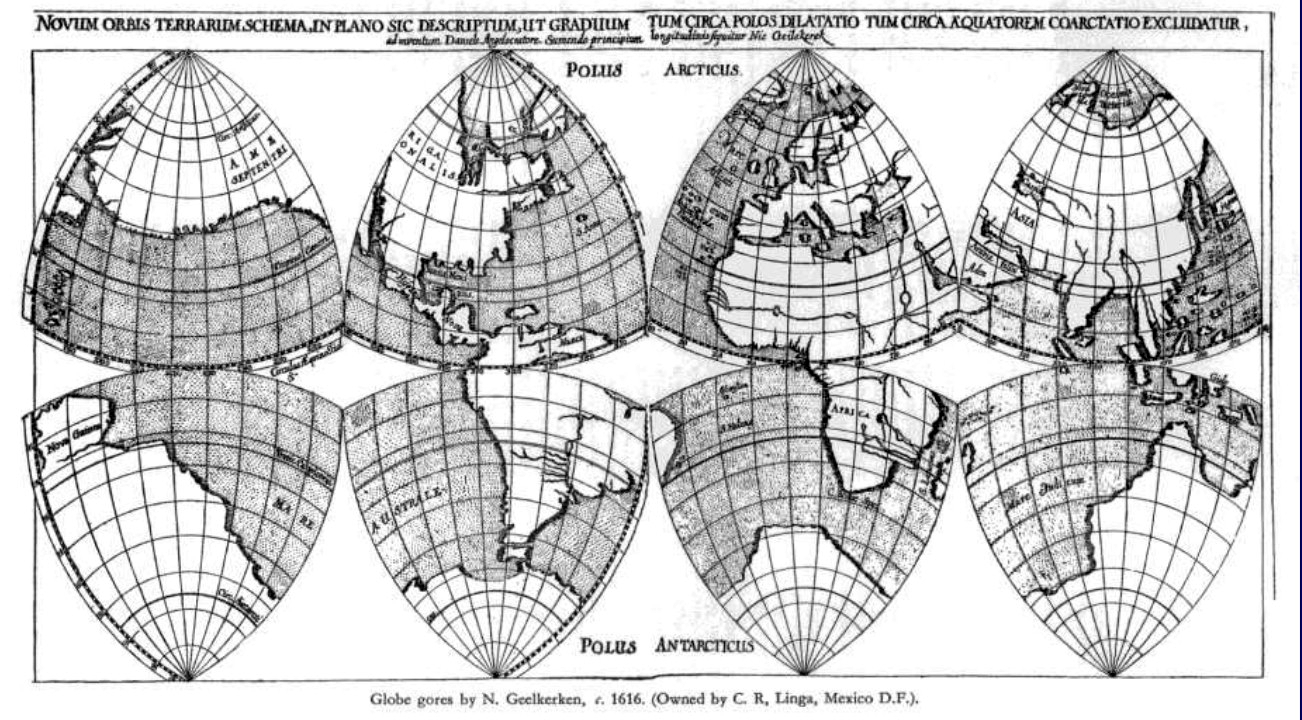
Projection de Nicolaas-Geelkercken - 1616.

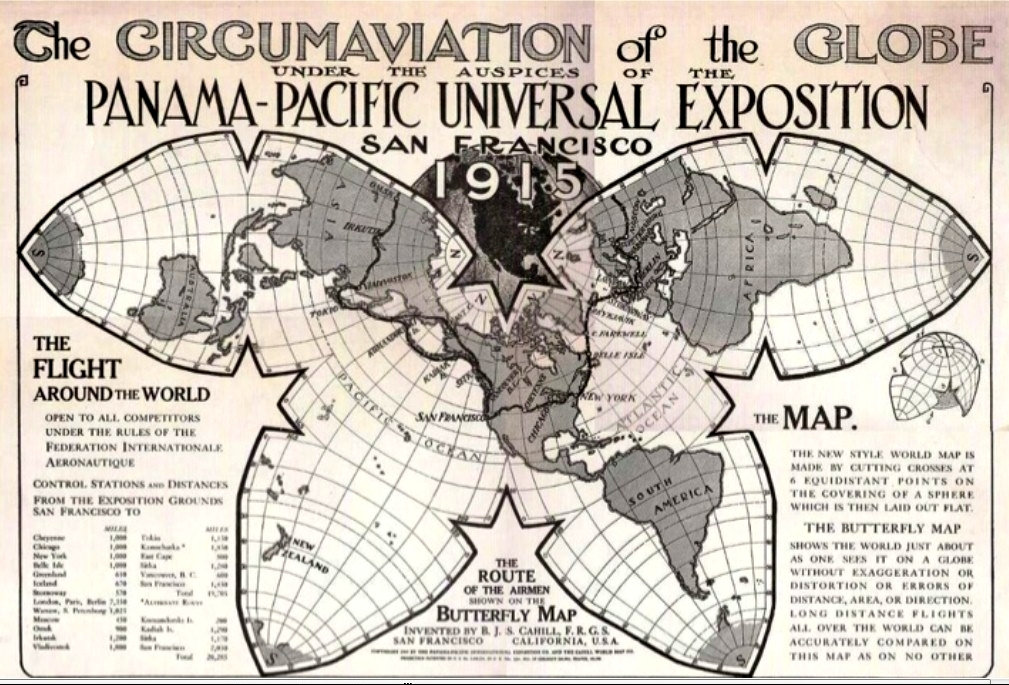
Projection
de Cahill (brochure "circum-aviation of the globe" de 1915)